# Musztafa Najjem
Musztafa Najjem (ukránul: Мустафа Найєм; Kabul, 1981. június 28.) afgán származású ukrán újságíró, politikus és közéleti személyiség. Műszaki diplomát szerzett. A Kommerszant újságírójaként kezdte újságírói karrierjét. A 2013-2014-es, Viktor Janukovics elleni tiltakozások egyik fontos alakja. 2014 októberében a Petro Porosenko Blokk listájáról parlamenti képviselővé választották.
2019 novemberétől az Ukroboronprom állami hadiipari holding vezérigazgató-helyettese.

## Élete
Kabulban született 1981-ben. Pastu nemzetiségű, anyanyelve a dari.